# أوكسي تتراسكلين
أوكسي تتراسكلين (بالإنجليزية: Oxytetracycline)‏ هو أوكسي تتراسكلين هيدروكلوريد مضاد  حيوي من زمرة التتراسكلين.

## الاستعمال
- علاج الانتانات الناجمة عن الجراثيم السلبية أو إيجابية الغرام المتحسسة له.
- علاج الانتانات الناجمة عن الريكتسيات أو الميكوبلازما

## آليته
يثبط عملية تركيب البروتين الجرثومي بآلية ارتباطه مع الوحيدات الريبوزومية 30S وربما مع 50S، لكنه لا يؤثر على عملية تنيع الجدار الخلوي.

## الحرائك الدوائية
- الامتصاص: يمتص بشكل جيد 75% يلي تناوله عبر الفم، لكنه يمتص بشكل سيء يلي حقنه العضلي.
- التوزع: يعبر المشيمة.
- الاستقلاب: يستقلب جزء صغير منه في الكبد.
- العمر النصفي: 8.5-9.6 ساعة (يتطاول عند المصاب بتدهور الوظيفة الكلوية)
- يصل تركيزه المصلي لذروته خلال 2-4 ساعة من تناوله.
- الإطراح: يطرح جزء منه عبر الصفراء، وجزء آخر أقل مع البول.

## الحمل
ينتمي لأدوية بالجموعة D

## مضادات الاستطباب
فرط الحساسية له أو لأحد مكوناته.

## تحذيرات
1. قد تحدث حساسية للضياء عند المريض الذي يتناول هذا المحضر.
2. تجنب استخدامه عند الأطفال الذين لا تتجاوز أعمارهم 8سنوات وعند المرضع والحامل.

## الآثار الجانبية
- تحدث بنسبة تزيد عن 10%:
- متنوعة: اصطباغ الأسنان ونقص تنسج الميناء (عند الرضع).

- تحدث بنسبة 1-10%:
- جلدية: حساسية للضياء.
- هضمية: غثيان، إسهال.

- تحدث بنسبة تقل عن 1%:
- قلبية وعائية: التهاب التامور.
- عصبية مركزية: ارتفاع التوتر داخل القحف، انتباخ اليوافيخ عند الرضع، ارتفاع التوتر داخل القحف السليم.
- جلدية: حكة، التهاب الجلد التقشري، تأثيرات جلدية.
- غدية واستقلابية: متلازمة البيلة التفهة.
- هضمية: إقياء، التهاب المري، قمه، معص بطني، التهاب الكولون الغشائي الكاذب، التهاب الأمعاء والكولون بالعنقوديات.
- كبدية: سمية كبدية.
- موضعية: التهاب الوريد التخثري.
- عصبية عضلية: مذل.
- كلوية: أذية كلوية، آزوتيمية، قصور كلوي حاد.
- متنوعة: انتانات متراكبة، تأق، تصبغ الأظافر، ارتكاسات فرط الحساسية، إنتان متراكب بالمبيضات.

## فرط الجرعة/الانسمام
1. قمه وغثيان وإسهال.
2. العلاج أعراضي وداعم.

## التداخلات الدوائية
- تنقص شدة تأثيره عند إشراكه مع مضادات الحموضة الحاوية على الألمنيوم أو الكالسيوم أو المغنزيوم
- قد ينقص معدل توافره الحيوي عند إشراكه مع الحديد أو تحت ساليسيلات البزموت.
- قد ينقص عمره النصفي عند إشراكه مع الباربيتورات أو الفينتوئين أو كاربامازبين.

## الجرعة
- فموي:
1. الأطفال: 40-50ملغ/كغ/يوم مقسمة على 4دفعات، الجرعى القصوى 2غ/24ساعة.
2. البالغين: 25-500ملغ كل 6 ساعات.

- حقن عضلي:
1. الأطفال الأكبر من 8سنوات: 15-25ملغ/كغ/يوم مقسمة على 2-3 دفعات.
2. البالغين: 250-500ملغ كل 24ساعة أو 300ملغ/يوم مقسمة على 2-3 دفعات.

- إذا كانت تصفية الكرياتينين عند المريض تقل عن 10مل/د يعطى بفواصل 24ساعة أو يجنب استخدامه إن أمكن ذلك.
- يتجنب استخدامه عند المريض بمرض كبدي شديد.

## المستحضرات الصيدلانية
1. كبسول: 250ملغ.
2. محلول معد للحقن مع الليدوكائين 2%: 50ملغ/مل (2مل/10مل)، 125ملغ/مل (2مل)